# 현대 GBFMS
현대 GBFMS는 대한민국의 아웃소싱 기업이다.

## 연혁
- 2015년 회사 설립
- 2020년 현대그룹 편입